# یوحنا عیسایی
اسقف یوحنا عیسایی (۱۹۹۹–۱۹۱۴) روحانی آشوری-کلدانی اهل ایران بود که به درجه سر اسقفان کلیساهای کاتولیک ایران برگزیده شد.

## ابتدای زندگی
با نام اصلی یوحنا سمعان در تاریخ ۲۷ خضیران (تاریخ آرامی) سال ۱۹۱۴ میلادی، در یک خانواده کلدانی، در شهر سنندج به دنیا آمد. در سنین کودکی در کلیسای مریم سنندج مشغول به فعالیت شد. در سال ۱۹۳۰ به تشخیص اسقف اعظم وقت خلیفه گری سنندج، «مار یوحنا نیسان» به عنوان خادم مسیح برگزیده شد و سپس جهت تحصیل در رشته الهیات به شهر موصل در عراق فرستاده شد تا دوره‌های لازمه را طی نماید.

## تحصیلات
در سال ۱۹۳۳ میلادی، بعد از اتمام تحصیلات مقدماتی او به رم اعزام شد تا تحصیلات عالیه در رشته الهیات را تکمیل نماید؛ لذا پس از هفت سال با اخذ مدرک تحصیلی لیسانس و دکترا در رشته‌های فلسفه و الهیات از دانشگاه وابسته به کلیسای واتیکان فارغ‌التحصیل شد.
یوحنا عیسایی در طول دوران تحصیلات، به ۸ زبان: آرامی ،کلدانی سنندج ، کلدانی عراق -آشوری نوین، فارسی، ایتالیایی، انگلیسی، عربی، لاتین ، فرانسه و کردی مسلط شد.

## مدارج روحانیت
در سوم آذار سال ۱۹۴۰، یوحنا عیسایی به مقام کشیشی، در شهر رم برگزیده شد، اما به دلیل آغاز جنگ جهانی دوم در شرایط جنگی مجبور شد در رم بماند و کلیسائی را در آن شرایط سخت جنگ اداره نماید. این تجربه باعث گشت تا وی از نظر اجتماعی و مذهبی مردی باگذشت و فروتن و مهربان معرفی شود. کشیش یوحنا در ۱۶ آذار سال ۱۹۴۶ در سن ۳۲ سالگی به ایران بازگشت و در کلیسای کاتولیک آشوری-کلدانی تهران، تحت سرپرستی «مار یوسف شیخو» اسقف اعظم وقت کلیسای کاتولیک ایران، فعالیت خویش را آغاز نمود. پس از ۱۷ سال تلاش و و جدیت در امور و فعالیت‌های مذهبی خویش برای آشوری و کلدانی ایران در سال ۱۹۶۳ میلادی، کشیش یوحنا عیسایی به درجه «خور اپسقوپه» نائل شد و در ۲۲ تشرین دوم سال ۱۹۶۷ میلادی، توسط «مار شیخو» و «مار رافائل بت داود» پاتریارک متوفی کلیسای کاتولیک آشور-کلدانی، به درجه اسقفی ارتقا یافت. مار یوحنا عیسایی در ۷ آذار سال ۱۹۷۰ میلادی، پس از اینکه دوران خدمت مار شیخو به پایان رسید، به عنوان سر اسقفان کلیساهای کاتولیک ایران (آشوری-کلدانی) جانشین او شد، به مدت ۲۹ سال به عنوان اسقف اعظم خدمت نمود.

## پایانی زندگی
وی در روز یکشنبه هفتم ماه شواط سال ۱۹۹۹ چشم از جهان فروبست.

## آثار و نوشتارها و عمده کارها
خدمات علمی و عمرانی و ذکاوت وی در میان مردم آشوری و کلدانی مشهور بود. مار یوحنا عیسایی به مدت ۵۹ سال به دیگر کلیساهای غیر کاتولیک نیز یاری رساند. وی در راه تأسیس کلیساها، مدارس، انجمنهای کلیسایی و دیگر کمک‌های ملی در ارتباط به آشوریان-کلدانیان ایران گام‌های قابل توجه‌ای برداشت.
- نوشتن کتاب دعای کلیسا جهت دعاهای صبح-عصر-مردگان ۱۴ ایلول ۱۹۷۳
- سردبیر مجله «مرگه» در ۷۰ شماره
- ترجمه کتابهای دعای تعمید و ازدواج
- کتاب شعر در وصف مریم - تاریخ آشوری‌ها و کلدانی‌ها در زمان مسیحیت
- لغت نامه عربی-آرامی
- سردبیر روزنامه «پیام»
- تأسیس بنای کلیسای مار یوسف تهران ۱۹۴۷–۱۹۵۰
- تأسیس مدرسه بهنام ۱۹۵۰ -تهران
- یاری دهنده «خوری توما مار یوحنا گویلان» در تأسیس کلیسا و مدرسه مریم تهران-۱۹۶۴

-کلیسا و مدرسه نوین بهنام -۱۹۶۷
- سرپرست بنای دیر راهبه‌های تهران سر
- مرمت کلیساهای مار رافائل همدان، مریم سنندج، قلب مقدس کرمانشاه و مریم شهر قزوین
- بنای خانه سالمندان
- تأسیس کانون یوحنای رسول در تهران جهت تدریس و چاپ کتب
- تدریس زبان‌های آشوری و آرامی جهت حفظ زبان مادری و اشاعه آن در قرن ۲۰